# Мальшвиц
Мальшвиц или Ма́лешецы (нем. Malschwitz; в.-луж. Malešecy) — община в Германии, в земле Саксония. Подчиняется административному округу Дрезден. Входит в состав района Баутцен. Население составляет 3514 человек (на 31 декабря 2010 года). Занимает площадь 51,55 км².
Община подразделяется на 14 сельских округов.
Входит в состав культурно-территориальной автономии «Лужицкая поселенческая область», на территории которой действуют законодательные акты земель Саксонии и Бранденбурга, содействующие сохранению лужицких языков и культуры лужичан. Официальным языком в населённом пункте, помимо немецкого, является лужицкий.

## Населённые пункты
В общине находятся 24 населённых пункта:
- Барут (Bart)
- Брёза (Brězyna)
- Бризинг (Brězynka)
- Брисниц (Brězecy)
- Бухвальде (Bukojna)
- Варта (Stróža)
- Глайна (Hlina)
- Гуттау (Hućina)
- Добершюц (Dobrošecy)
- Дубрауке (Dubrawka)
- Канневиц (Skanecy)
- Клайнбаутцен (Budyšink)
- Клайнзауберниц (Zubornička)
- Лёмишау (Lemišow)
- Лиске (Lěskej)
- Мальшвиц (Malešecy)
- Нидергуриг (Delnja Hórka)
- Нойдорф (Nowa Wjes)
- Плисковиц (Plusnikecy)
- Прайтиц (Přiwćicy)
- Раккель (Rakojdy)
- Руэталь (Wotpočink)
- Хальбендорф (Połpica)

## Население
| Год  | Численность | Численность |
| ---- | ----------- | ----------- |
| 2017 | 4697        | [ 1 ]       |
| 2019 | 4677        | [ 6 ]       |
| 2021 | 4599        | [ 7 ]       |
| 2022 | 4688        | [ 8 ]       |
| 2023 | 4727        | [ 2 ]       |